# 有馬礼子
有馬 礼子（ありま れいこ、1933年5月5日 - ）は、東京府出身の作曲家、編曲家。東京音楽大学名誉教授。本名は日暮禮子。師匠は下総皖一、伊福部昭。祖先に有馬晴信。著名な教え子に作曲家の神山奈々、福島弘和らがいる。

## 経歴
1933年5月5日に東京市中野区に生まれる。家族と満州に移住したが、1946年に帰国した。高校在学時に演劇部で作曲した曲が評価されたことを契機に、東京芸術大学音楽部作曲科に入学し、下総皖一に師事する。卒業後に東京音楽大学へ勤務し、学長に就任した伊福部昭に弟子入りした。1965年から1968年に日本コロムビアのディレクターを兼務する。音楽理論、民俗音楽の研究を行い、戦後日本の女性作曲家の先駆的存在として数多くの作品を手掛けた。東京音楽大学作曲科主任教授として後進育成にも努め、2004年に名誉教授となる。日本音楽著作権協会評議員、日本作曲家協議会理事、日本童謡協会会員を歴任した。

## 作品
代表作はピアノ曲集「風のダンス」・「子どもの庭」、交響曲「沖縄」など。作品の中では「舞曲」が知られている。2009年にはピアノ小品集『版画スケッチ』（土田英介(p)、日本ウエストミンスター）が発売された。2010年の『子守歌を聴こう! ねむの木の子守歌』（監修・解説、福原久美(s)、篠崎仁美(p)、同上）にはウィーン・アカデミー合唱団の指揮者を務めていたT・C・ダヴィッドが作曲した「浩宮殿下に捧げる子守歌」（青木亮子訳詩）の編曲が収録されている。
- 交響曲第1番「沖縄」（2004年）
  1. 第1楽章「宮古」
  2. 第2楽章「八重山」
  3. 第3楽章「首里」
- ピアノのためのスケッチ集「子どもの庭」（1966年）
- ピアノのためのスケッチ集「風のダンス」（1970年）
- ピアノ独奏曲「失われたものへの三章」（1970年）
- 連弾曲集「ふたりのメルヘン」（1975年）
- オルガン曲「雅」（1977年）
- 金管七重奏のための「邂逅」
- しの笛とピアノのための「流遷」
- クラヴサンのための「小組曲」
- ヴァイオリン曲「紫のアリオーソ」
- ヴァイオリン曲「天使のソナタ」
- ヴァイオリン曲「琉球ソナタ」
- ヴィオラダガンバ用「四弦翠楽」
- 十三絃十七絃のための「琉球筝話」
- ギターオーケストラのための「波の讃歌」（1982年）
- ギターオーケストラのための「風と花と」（1983年）
- 女性合唱曲集「愛のメモリアル」（1974年）
- 「ちゅらうみ水族館のカーニバル」（2008年）
- 歌曲「神も眠るとき」

校歌
- さいたま市立東岩槻小学校（作詞：下山つとむ）

他に、作品集や楽譜、著書として多数を発表している。